# Пал Геревич
Пал Геревич (угор. Gerevich Pál, нар. 10 серпня 1948, Будапешт, Угорщина) — угорський фехтувальник на шаблях, дворазовий бронзовий (1972 та 1980 роки) призер Олімпійських ігор, п'ятиразовий чемпіон світу.

## Виступи на Олімпіадах
| Олімпіада   | Дисципліна          | Місце |
| ----------- | ------------------- | ----- |
| Мюнхен 1972 | командна шабля      | 3     |
| Москва 1980 | індивідуальна шабля | 9     |
| Москва 1980 | командна шабля      | 3     |